# نارو (استان پودلاسکی)
نارو (به لاتین: Narew) یک روستا در لهستان است که در گمینا نارو واقع شده‌است. نارو ۱٬۴۰۰ نفر جمعیت دارد.